# مقاطعة عرمو
مقاطعة عرمو هي منطقة تقع في محافظة باري شمال شرق الصومال، على بعد 100 كيلومتر جنوب بوصاصو ، وهي واحدة من أسرع المقاطعات الإدارية نموًا في ولاية بونتلاند المتمتعة بالحكم الذاتي، حيث يبلغ عدد سكانها أكثر من 60000 نسمة، استُوطنت عرمو لأول مرة في عام 1995 واعتُمدت كمقاطعة تابعة لبونتلاند عام 2003، وتعد المنطقة مركزًا سياحيًا محليًا، خاصة خلال أشهر الصيف، كما أنها تضم أكاديمية عرمو للشرطة، التي توفر تدريبات لطلبة قوة الشرطة الصومالية من مختلف أنحاء الصومال، افتتحت المؤسسة في 20 ديسمبر 2005. ويوجد في بلدة عرمو كذلك أكبر مستشفى تخصصي للعظام في جميع أنحاء بونتلاند حيث يتم علاج الإصابات الأكثر خطورة.